# 蕭一中

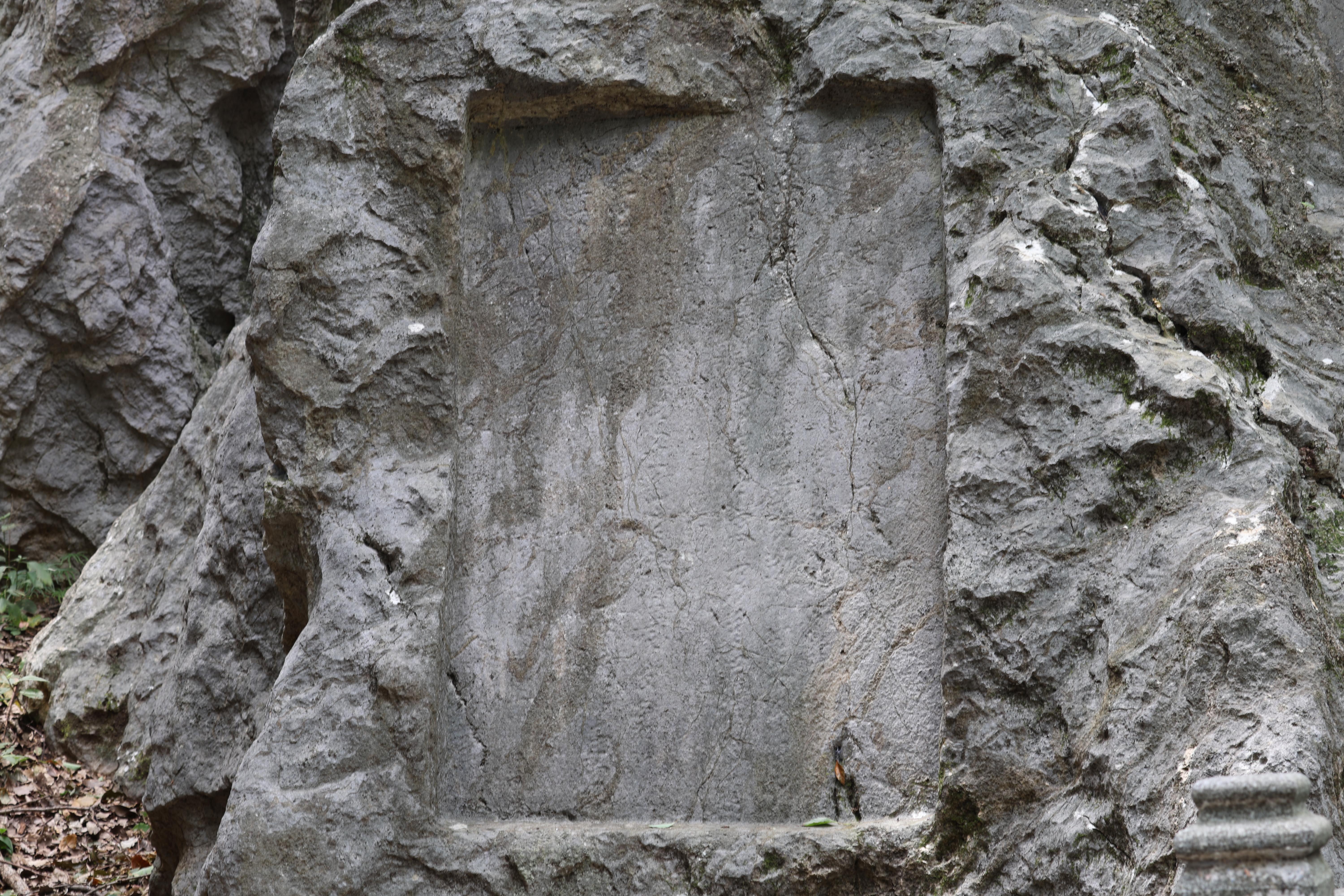
嘉靖十九年（1540）蕭一中在杭州鳳凰山月巖的題詩，風化嚴重，其中一首云：“秋月同看此夕圓，坐中風景共悠然。微茫山色青天外，隱見江濤綺席前。蓬鬓漸因時節改，壯懐徒為世情牽。岩前高閣空寥闊，莫惜清樽酒盡添。”

蕭一中（1484年—1545年），字執夫，號兩湖，湖廣岳州府華容縣人，軍籍，明朝政治人物。

## 生平
正德五年（1510年）庚午科湖廣鄉試第十五名舉人，十二年（1517年）中式丁丑科會試第二百七十九名，三甲第一百五十二名進士。工部觀政，十四年（1519年）授江西新城縣知縣，嘉靖三年（1524年）正月擢貴州道試監察御史，六年（1527年）五月因疏救御史馬錄，繫詔獄，謫廣西按察司照磨，升分宜縣知縣、東昌府同知，入為南京刑部員外郎，升郎中，十年（1531年）八月因吏部郎中夏良勝案降一級，謫饒州府通判，升平樂府知府，擢浙江按察司副使，轉河南布政使司右參政，二十三年（1544年）正月升江西按察使，五月升浙江右布政使，二十四年（1545年）正月升浙江左布政使，七月任都察院右僉都御史、巡撫四川，未聞命卒。

## 家族
曾祖蕭永澄；祖父蕭瓏；父蕭鳳韶，副千戶。母袁氏。嚴侍下。